# Marat Grigorian
Marat Grigorian (orm.Մարատ Գրիգորյանը; ur. 29 maja 1991 w Erywaniu) – ormiański kickbokser, mistrz świata K-1 w wadze superśredniej (-70 kg) z 2014, od 2012 związany z GLORY.

## Kariera sportowa
W latach 2007–2012 walczył głównie na belgijskich i holenderskich galach It’s Showtime, gdzie 14 maja 2011 stanął do walki o tytuł mistrzowski tejże organizacji z Francuzem Yohanem Lidonem, ostatecznie przegrywając z nim na punkty. Poza tym zanotował porażkę z Francuzem Karimem Ghajjim w lutym 2010. W 2012 zadebiutował w GLORY, wygrywając z Niemcem Alexem Vogelem przez techniczny nokaut po niskich kopnięciach. 20 kwietnia 2013 na GLORY 7 zmierzył się z Białorusinem Czingizem Ałłazowem jednak wynik walki został uznany za nierozstrzygnięty (no contest), ze względu na rozcięcie spowodowane zabronionym uderzeniem łokciem przez Grigoriana. Obaj zawodnicy spotkali się w rewanżowym pojedynku 12 grudnia 2013 w którym lepszy okazał się Ormianin wygrywając z Białorusinem na punkty.
12 kwietnia 2014 przegrał z Holendrem Robinem van Roosmalenem niejednogłośnie na punkty. W 2015 toczył pojedynki naprzemiennie w Kunlun Fight, GLORY oraz K-1, gdzie w tym ostatnim wygrał turniej World Grand Prix w kat. -70 kg i został mistrzem. W 2015 i 2016 dwukrotnie przegrywał z utytułowanym Tajem Sitthichaiem Sitsongpeenongiem na punkty. 13 kwietnia 2016 na gali GLORY 30, znokautował wysokim kopnięciem w głowę Djime Coulibaly’ego.
10 grudnia 2016 na GLORY 36, przegrał w swoim trzecim starciu z Sitsongpeenongiem jednogłośnie na punkty. Stawką było mistrzostwo wagi lekkiej.
10 czerwca 2017 podczas GLORY 42 wygrał 50 zawodową walkę w swojej karierze, nokautując Hiszpana Antonio Gomeza w drugiej rundzie.
4 lutego 2018 wygrał turniej Kunlun Fight 2017 World Max w wadze do 70 kg w finale nokautując thai-boxera Superbona Banchameka w 29 sekundzie pierwszej rundy.

## Osiągnięcia
- 2015: zwycięzca K-1 World GP w wadze superśredniej (-70kg)
- 2015: mistrz świata K-1 w wadze superśredniej (-70 kg)
- 2015: mistrz świata WRSA w wadze superśredniej (-73 kg) w formule K-1[12]
- 2016: Glory Lightweight Contender Tournament – finalista turnieju wagi lekkiej
- 2018: zwycięzca Kunlun Fight 2017 70kg World Max Tournament